# Álvaro Díaz Pérez
Álvaro Humberto Díaz Pérez (8 de diciembre de 1950-13 de diciembre de 2021) fue un economista y político chileno. Se desempeñó como subsecretario de Economía, Fomento y Reconstrucción de su país entre 2000 y 2004, durante el gobierno del presidente Ricardo Lagos.

## Biografía
Fue hijo del escritor y diplomático Humberto Díaz Casanueva.
Durante su época como estudiante fue integrante del Movimiento de Izquierda Revolucionaria (MIR) y tras el golpe de Estado de 1973 partió exiliado a Costa Rica. Allí estudió ingeniería comercial y sociología en la Universidad de Costa Rica. Posteriormente realizó un doctorado en economía de la Universidad Estatal de Campinas.
Tras su regreso a Chile a fines de la década de 1980, ingresó al Partido Socialista (PS). Trabajó en el gobierno del presidente Eduardo Frei Ruiz-Tagle como jefe de la División de Desarrollo Productivo e Innovación del Ministerio de Economía, Fomento y Reconstrucción, entre 1996 y 1999. Asumió como subsecretario de Economía del gobierno del entrante presidente Ricardo Lagos el 11 de marzo de 2000, manteniéndose en el cargo hasta el 29 de junio de 2004, cuando presentó su renuncia para asumir como asesor económico de la Comisión Económica para América Latina y el Caribe (Cepal) en Brasil.
Con la llegada de la socialista Michelle Bachelet a la presidencia de la República —encabezando su primer gobierno—, entre 2007 y 2010 ejerció como embajador de Chile ante ese último país.
Más tarde, en 2013 se integró a la Secretaría Ejecutiva del Consejo Nacional de Innovación para el Desarrollo (CNID).
Durante el segundo gobierno de Sebastián Piñera fue parte del grupo de los 16 economistas que trabajó en una propuesta junto al Ministerio de Hacienda para hacer frente a los efectos de la pandemia de COVID-19 en el país.
En ese mismo período, entre julio y agosto de 2021, participó en la campaña de la precandidatura presidencial de su compañera de partido, Paula Narváez.
Falleció el 13 de diciembre de 2021, siendo velado en la sede principal del PS en Santiago, y sepultado en el Parque del Recuerdo.